# Ptychadena wadei
Espèce
Statut de conservation UICN

 DD  : Données insuffisantes
Ptychadena wadei est une espèce d'amphibiens de la famille des Ptychadenidae.

## Répartition
Cette espèce est endémique du Sud-Est du lac Tana au centre de l'Éthiopie. Elle se rencontre entre 1 800 et 1 850 m d'altitude,.

## Étymologie
Cette espèce est nommée en l'honneur d'Edward O. Z. Wade.

## Publication originale
- Largen, 2000 : Another new species of Ptychadena Boulenger 1917 from Ethiopia (Amphibia Anura Ranidae). Tropical Zoology, Firenze, vol. 13, p. 171-178.